# Artakserkso IV.
Za ostale povijesne ličnosti pod imenom „Artakserkso“ vidi: Artakserkso (razdvojba)
Artakserkso IV. ili Arz (staroperz. Artaxšaçrā, grč. Ἀρταξέρξης) bio je veliki kralj Perzijskog Carstva od 338. do 336. pr. Kr. Njegova vladavina bila je vrlo kratka, no značajna je po tome što je obilježila početak raspada velikog i moćnog Perzijskog Carstva.

## Ime i etimologija
Pravo ime Artakserksa IV. bilo je Arz ili Aršan (grč. Arses, „arsēn“: muškarac, hrabar), odnosno Aršaka ili Aršāma prema staroperzijskom jeziku. Nakon što je došao na vlast, uzeo je kraljevsko ime Artakserkso IV., po svome ocu (Artakserkso II.) i djedu (Artakserkso III.).

## Obitelj
Artakserkso IV. bio je sin velikog kralja Artakserksa III. i kraljice Atose. Grčki izvori tvrde kako je perzijski general Bagoas dao potrovati većinu njegove obitelji (uključujući oca i braću) prije njegovog dolaska na vlast. Ipak, zapisi na klinastom pismu (danas u Britanskom muzeju) govore kako je kralj Artakserkso III. umro prirodnom smrću.

## Vladavina
Diodor sa Sicilije tvrdi kako je perzijski general Bagoas ubio većinu kraljevske obitelji i na vlast postavio najmlađeg sina Arza kojeg je mogao lako kontrolirati. Prema istim izvorima, Artakserkso IV. bio je samo marioneta, dok je prava vlast bila u rukama Bagoasa. Drugi izvori tvrde kako je Arz osobno dao ubiti većinu svoje obitelji kako bi došao na vlast. Dvije godine vladavine obilježili su uglavnom problemi na zapadnim granicama protiv Makedonije, jer je kralj Filip II. Makedonski napadao perzijske gradove u Maloj Aziji.

## Smrt
Nezadovoljan politikom plemića predvođenih Bagoasom, Artakserkso IV. je počeo planirati njegovo smaknuće. Bagoas je međutim otkrio njegove planove, te ga je dao ubiti. Na prijestolje je postavio njegovog rođaka Darija III., koji je poznat kao zadnji kralj iranske ahemenidske dinastije.

## Kronologija
- 338. pr. Kr. - Artakserkso IV. postaje perzijskim velikim kraljem.
- 337. pr. Kr. - u Grčkoj osnovan Korintski savez kao protuteža Perziji na istočnom Mediteranu.
- 336. pr. Kr. - smrt Artakserksa IV.

## Poveznice
- Ahemenidsko Perzijsko Carstvo
- Artakserkso III.
- Popis faraona XXXI. dinastije
- Kasni period drevnog Egipta

| Prethodnik:                            | Veliki kralj Perzije (338. - 336. pr. Kr.) ____________________ Faraon Egipta (338. - 336. pr. Kr.) | Nasljednik:                       |
| Artakserkso III. (358. - 338. pr. Kr.) | Veliki kralj Perzije (338. - 336. pr. Kr.) ____________________ Faraon Egipta (338. - 336. pr. Kr.) | Darije III. (336. - 330. pr. Kr.) |

## Vanjske poveznice
- Enciklopedija Britannica: Artakserkso IV. (Arz)
- Artakserkso IV. Arz, Livius.org  Arhivirana inačica izvorne stranice od 20. ožujka 2011. (Wayback Machine)
- Obiteljsko stablo - Artakserkso IV. Arz